# 曾允孚
曾允孚（1927年—2013年），男，四川铜梁人，中国沉积学家，曾任成都地质学院教授、博士生导师。